# 13 Sentinels: Aegis Rim
13 Sentinels: Aegis Rim — игра японской компании Vanillaware, вышедшая в ноябре 2019 года в Японии и 22 сентября 2020 года в остальном мире. Изначально игру планировали выпустить в 2018 году на PlayStation 4 и PlayStation Vita, потом отложили, а версию для Vita отменили. Игра поделена на воспоминания с боковой прокруткой и стратегические битвы в реальном времени. 13 школьников в вымышленной Японии 1980-х втянуты в футуристическую войну между враждебными механизированными боевыми машинами.
Vanillaware, рассказчики Odin Sphere и Dragon’s Crown, создают научно-фантастическую детективную эпопею, охватывающую тринадцать переплетающихся историй.
Игра получила положительные отзывы от критиков — её хвалили за красивую графику, детализированное окружение, нелинейное изложение истории, но критиковали за стратегические сегменты.

## Игровой процесс
Геймплей разделен на две части: Это воспоминания которая состоит из историй и анализа, где исследование и диалог имеют приоритет и продвигают повествование. И из битв — стратегической игры в реальном времени, которая приостанавливается всякий раз, когда персонаж совершает действие.

### Воспоминания
В этом режиме, вы сможете узнать историю 13 персонажей, доступных в игре. Прежде чем проходить соответствующие истории, у игрока доступно колесо персонажей, позволяющее ему выбрать, какую историю он хочет открывать и проходить первым. Однако всю историю персонажа невозможно пройти за один раз, чтобы игрок менял часто персонажей и не зацикливался только на одном, часто используются замки, которые можно открыть только после прохождения определённого процента истории с другими персонажами или после завершения определённой битвы.
По мимо этого игроку доступен анализ в котором есть:
Хроники которые пережили персонажи по мере прохождения режима Воспоминания, существует страница на которой собраны все события игры, каждого персонажа.
Таинственные очки, заработанные в режиме разрушения, используются для разблокировки новых записей.

### Битвы
В которых игроку предстоит управлять и командовать стражами в которые управляются 13 персонажами. Они могут двигаться, атаковать, восстанавливать свое здоровье или защищаться, чтобы получить EP — валюту, используемую для атак. Каждая из атак, используемых персонажами, имеет AoE и дальность, поэтому их положение на поле боя является ключом к победе.
Бои происходят в разрушенных городах, улицы которых служат путями для персонажей. Потеря времени на перемещение даст врагам время, атаковать терминал или уничтожить союзные отряды. Как только персонаж может действовать, игра приостанавливается, чтобы дать игроку возможность выбрать следующее действие.
После боя игроку присваивается ранг, насколько эффективно он справился и дают таинственные очки, которые можно потратить что бы открыть новые сведение о мире игры.

## Сюжет
13 Sentinels: Aegis Rim рассказывает истории разных персонажей, воспоминания отражает точку зрения каждого персонажа. Некоторые действия из периода 1980-х годов, либо из будущего или во время Второй мировой войны.
Общий сюжет игры предполагает вторжение на Землю гигантских роботов, которым противостоят только подростки, пилотирующие роботов-мехи.

## Разработка и выпуск
Новый проект Atlas и Vanillaware «13 Sentinels Defense Zone» был анонсирован на состоявшейся сегодня пресс-конференции SCEJA 2015 (15 сентября 2015 г.).
Директор и писатель Джордж Камитани задумал игру как отход от традиционного для студии сеттинга фэнтези, после завершения экшн-ролевой игры Dragon’s Crown (2013). В отличие от прошлых работ, Камитани занимался сценарием сам, а обязанности по дизайну персонажей передал Юкико Хираи и Эмике Киде. Хитоши Сакимото
Производство 13 Sentinels началось через два года. Оно оказалось для Vanillaware трудным, так как студия справлялась с различными рабочими нагрузками и изменениями разработки, связанными с более крупным масштабом, чем в прошлых играх студии

## Саундтрек
Студия Basiscape написала музыку к игре, как и для некоторых прошлых игр Vanillaware.
Первым написанным треком была вступительная тема «Brat Overflow»
Игра содержит 83 музыкальных трека.

## Отзывы критиков
| Сводный рейтинг    | Сводный рейтинг |
| Агрегатор          | Оценка          |
| ------------------ | --------------- |
| Metacritic         | 85/100          |
| Иноязычные издания |                 |
| Издание            | Оценка          |
| Edge               | 7/10            |
| Game Informer      | 8/10            |
| GameRevolution     | 8/10            |
| GameSpot           | 9/10            |
| Hardcore Gamer     | 8/10            |
| IGN                | 8/10            |

Согласно сайту-агрегатору Metacritic, 13 получила 85 балл из 100, что, по критериям сайта, указывает на «положительные отзывы»
Некоторые рецензенты пишут например IGN, это первый раз, когда студия уделяла большое внимание повествованию. И это окупается. Это возрождение классических научно-фантастических идей затрагивает все нужные ноты и идет глубоко, не затягивая, даже при продолжительности более 20 часов.
Также GameRevolution подчеркивает эта игра особенная. Уникальное оформление и игровой процесс делают её неожиданным развлечением, и она сразу же становится культовой классикой.
Из недостатков многие посчитали стратегические сегменты самой слабой частью игры, с меньшим разнообразием и неинтересной графикой.

## Продажи и награды
На Metacritic через три дня после всемирного релиза игра имела средние оценки 86 % (52 обзора) и 86 % (22 отзывов).
В дебютную неделю игры в Японии все розничные версии разошлись в количестве 34,200 копий, что принесло игре 5-е место в чартах. Камитани оправдал низкие продажи смесью жанров, сложным производством, выходом наряду с другими популярными играми. Однако, вскоре положительные отзывы на игру привели к ускорению продаж. В конечном счете было продано более 100,000 копий.
Позже летом 2020 года Atlus написала, что 13 Sentinels «превзошли ожидания», и к началу 2021 года было продано 300 000 копий. Уже в 2022 продажи 13 Sentinels: Aegis Rim превысили 1 миллион копий.
В Японии игра получила несколько наград: от «Лучший сценарий» и «Лучшая приключенческая игра» на Famitsu Dengeki Awards 2019 до главного приза Japan Otaku Awards 2019.
13 Sentinels: Aegis Rim получила награду Japan Game Awards «За выдающиеся достижения» на Tokyo Game Show 2020